# 克利內什蒂瓦什鄉
47°55′13″N 23°17′11″E / 47.92028°N 23.28639°E
克利內什蒂瓦什鄉（羅馬尼亞語：Comuna Călinești-Oaș, Satu Mare），是羅馬尼亞的鄉份，位於該國西北部，由薩圖馬雷縣負責管轄，面積44平方公里，海拔高度137米，2007年人口4,807，人口密度每平方公里109人。